# Liste der Kulturgüter in Uznach
Die Liste der Kulturgüter in Uznach enthält alle Objekte in der Gemeinde Uznach im Kanton St. Gallen, die gemäss der Haager Konvention zum Schutz von Kulturgut bei bewaffneten Konflikten, dem Bundesgesetz vom 20. Juni 2014 über den Schutz der Kulturgüter bei bewaffneten Konflikten sowie der Verordnung vom 29. Oktober 2014 über den Schutz der Kulturgüter bei bewaffneten Konflikten unter Schutz stehen.
Objekte der Kategorie A sind im Gemeindegebiet nicht ausgewiesen, Objekte der Kategorie B sind vollständig in der Liste enthalten, Objekte der Kategorie C fehlen zurzeit (Stand: 1. Januar 2023).

## Kulturgüter
| Foto | | Objekt                                                                               | Kat. | Typ | Standort                                       | Beschreibung |
| ---- | --- | ------------------------------------------------------------------------------------ | ---- | --- | ---------------------------------------------- | ------------ |
| BW   | Datei hochladen · Wikidata zu Uznach, mittelalterlich-neuzeitliche Kleinstadt (Q135695623)                       | Uznach, mittelalterlich-neuzeitliche Kleinstadt KGS-Nr.: 00816                       | B    | F   | 717202 / 231637                                |              |
| BW   | Datei hochladen · Wikidata zu Bürglen, bronzezeitliche Siedlungsstelle / mittelalterliche Burgruine (Q135694878) | Bürglen, bronzezeitliche Siedlungsstelle / mittelalterliche Burgruine KGS-Nr.: 01024 | B    | F   | 715535 / 232430                                |              |
| ja   | Datei hochladen · Wikidata zu Ruine Uznaberg (Q1441479)                                                          | Burgruine Uznaberg, mittelalterliche Burgruine KGS-Nr.: 08377                        | B    | F   | Uznabergstrasse 715400 / 232500                |              |
| ja   | Datei hochladen · Wikidata zu Katholische Friedhofkirche Heiliges Kreuz mit Kapelle (Q29786928)                  | Katholische Friedhofkirche Hl. Kreuz mit Kapelle KGS-Nr.: 08378                      | B    | G   | Zürcherstrasse 32, 18a.1, 30.1 716600 / 231860 |              |
| BW   | Datei hochladen · Wikidata zu Kapelle St. Joseph (Q29786933)                                                     | Kapelle St. Joseph KGS-Nr.: 08380                                                    | B    | G   | Uznaberg, St. Josefweg 11 715811 / 232184      |              |
| BW   | Datei hochladen · Wikidata zu Tröckneturm Rotfarb (Q29786931)                                                    | Tröckneturm Rotfarb KGS-Nr.: 14084                                                   | B    | G   | Rotfarb 15 718070 / 231038                     |              |
| BW   | Datei hochladen · Wikidata zu Ehemalige Spinnerei Uznaberg (Q29786927)                                           | Ehemalige Spinnerei Uznaberg KGS-Nr.: 14085                                          | B    | G   | Zürcherstrasse 94 715631 / 232168              |              |
| ja   | Datei hochladen · Wikidata zu Ehemalige Seidenweberei Schubiger (Q29786925)                                      | Ehemalige Seidenweberei Schubiger KGS-Nr.: 14086                                     | B    | G   | Webereistrasse 15 717170 / 231513              |              |